# Hanna Jańska
Hanna Elżbieta Jańska – polska biochemik, dr hab. nauk biologicznych, profesor zwyczajny i kierownik Zakładu Biologii Molekularnej Komórki Wydziału Biotechnologii Uniwersytetu Wrocławskiego.

## Życiorys
W 1998 r. habilitowała się na podstawie pracy zatytułowanej Organizacja i zmienność genomu mitochondrialnego roślin wyższych. W 2004 r. uzyskała tytuł profesora nauk biologicznych. Profesor zwyczajny i kierownik Zakładu Biologii Molekularnej Komórki na Wydziale Biotechnologii Uniwersytetu Wrocławskiego.
Członek Komitetu Biologii Molekularnej Komórki Polskiej Akademii Nauk, członek zarządu Polskiego Towarzystwa Biologii Eksperymentalnej Roślin oraz członek Rady Kuratorów Wydziału II Nauk Biologicznych i Rolniczych PAN.